# خفر السواحل الإماراتي
خفر السواحل لدولة الإمارات العربية المتحدة هو الجهة الرسمية المسؤولة عن حماية سواحل الدولة، ويتولى مهام تنظيم القوانين البحرية، وصيانة العلامات الملاحية، ومراقبة الحدود، ومكافحة التهريب، إلى جانب خدمات أخرى. ويُعد خفر السواحل فرعًا تابعًا للقوات المسلحة الإماراتية، ويعمل بتنسيق وثيق مع القوات البحرية لدولة الإمارات العربية المتحدة.

## تاريخ

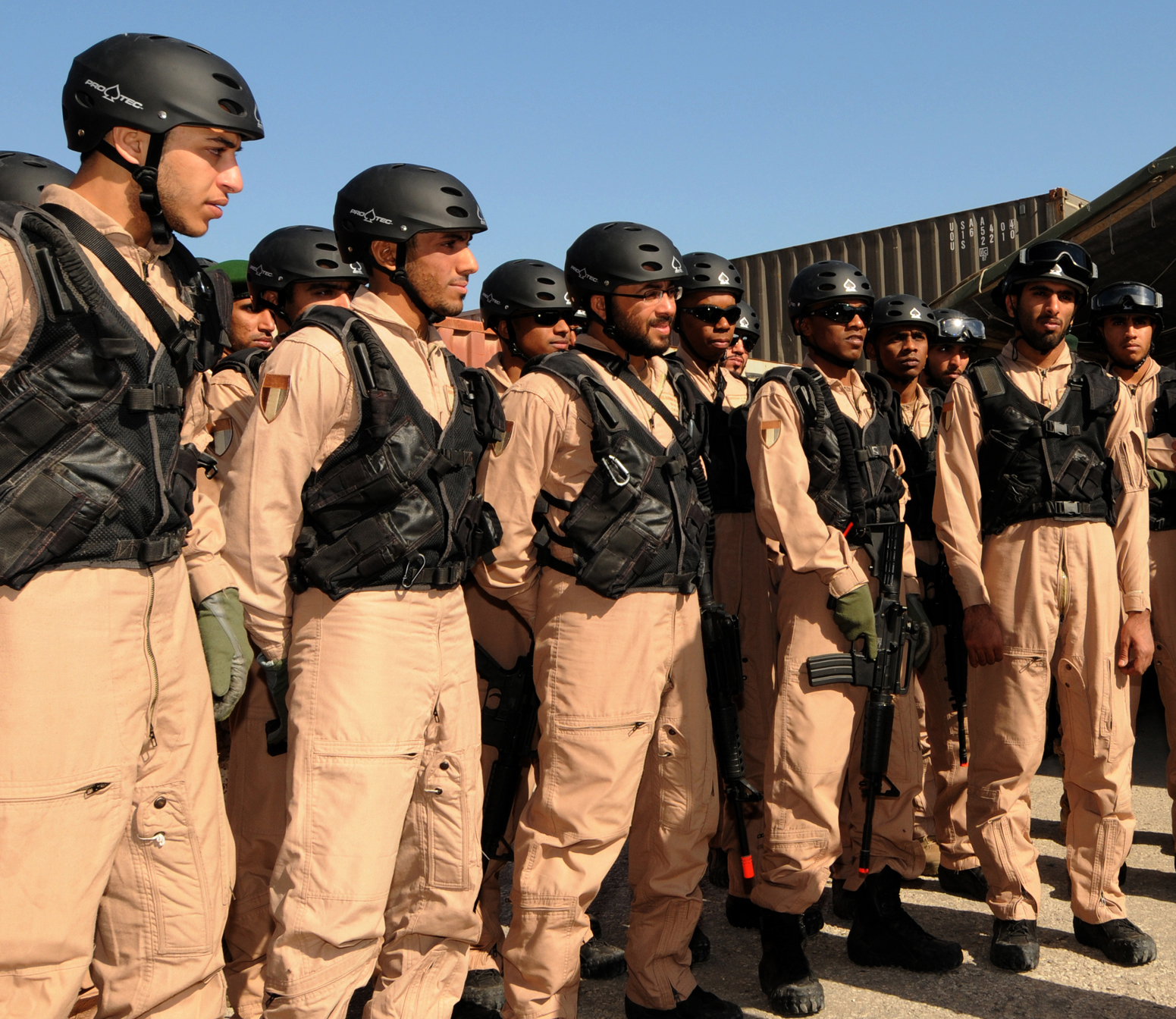
خفر السواحل الإماراتي في تمرين مشترك مع خفر السواحل الأمريكي

تأسس خفر السواحل الإماراتي لأول مرة عام 1977 تحت إشراف وزارة الداخلية في دولة الإمارات العربية المتحدة، وكان دوره في البداية ذا طابع شبه عسكري وليس بحرياً بالكامل. تم تكليفه بدوريات لمراقبة الحدود البحرية واعتراض القوارب الصغيرة الأجنبية التي تدخل المياه الإقليمية الإماراتية بشكل غير قانوني، ما جعل مهمته تُصنّف ضمن تطبيق القانون أكثر من كونها مسؤولية عسكرية مباشرة.
ظل خفر السواحل تابعاً لوزارة الداخلية حتى عام 2001، حين نُقلت تبعيته إلى القوات البحرية الإماراتية. يُرجَّح أن هذا التغيير جاء استجابةً لمخاوف متزايدة من احتمال وقوع هجمات إرهابية تستهدف البنية التحتية الحيوية في المناطق الساحلية والجزر الإماراتية، خاصة في أعقاب أحداث 11 سبتمبر.
وبحلول مطلع عام 2004، أصبح خفر السواحل جهة مستقلة ضمن القوات المسلحة الإماراتية، ولم يعد تابعاً للبحرية. وبشكل عام، يتولى خفر السواحل مسؤولية تنفيذ جميع الأنشطة المرتبطة بإنفاذ القانون في الموانئ والمياه الساحلية والبحرية للدولة، وذلك في حدود إمكاناته. وفي المناطق التي تتجاوز قدراته، تُناط بالبحرية مهمة تولّي مسؤولياته.
حظي خفر السواحل باهتمام إعلامي في أغسطس 2010 بعد إحباطه لهجوم إرهابي استهدف ناقلة نفط يابانية تعرّضت لأضرار في مضيق هرمز. وفي أغسطس 2020، اعترضت ثلاث قطع تابعة لخفر السواحل عدة قوارب صيد انتهكت المياه الإقليمية شمال جزيرة صير بو نعير التابعة لإمارة الشارقة. ولم تمتثل القوارب للأوامر، مما دفع خفر السواحل إلى تطبيق قواعد الاشتباك لاعتراضها.